# Heteropterys sincorensis
Heteropterys sincorensis är en tvåhjärtbladig växtart som beskrevs av W.R. Anderson. Heteropterys sincorensis ingår i släktet Heteropterys och familjen Malpighiaceae. Inga underarter finns listade i Catalogue of Life.